# He Ying
Dans ce nom chinois, le nom de famille, He, précède le nom personnel.
He Ying (chinois : 何 影 ), née le 17 avril 1977 à Siping dans la province du Jilin, est une archère chinoise.

## Biographie
He Ying dispute les Jeux olympiques à trois reprises.
Aux Jeux de 1996 se tenant à Atlanta, elle est sacrée vice-championne olympique individuelle et termine avec l'équipe sud-coréenne à la sixième place. En 2000 à Sydney, l'équipe sud-coréenne se classe sixième et He Ying est dixième de l'épreuve individuelle. Enfin aux Jeux de 2004 à Athènes, elle se classe à la huitième place en tir à l'arc individuel et remporte la médaille d'argent par équipe.